# Nils Becker (Volleyballspieler)
Nils Becker (* 23. Juli 1998) ist ein deutscher Volleyballspieler.

## Karriere
Nils Beckers Vater Olaf Becker war Volleyballnationalspieler und seine Mutter Jutta Becker spielte in der zweiten Liga. Er selbst spielte von 2017 bis 2019 beim TVA Hürth-Fischenich. Danach wechselte er zum TuS Mondorf. Mit dem Verein spielte der Diagonalangreifer in der Zweiten Liga Nord. Der Verein wurde dreimal nacheinander Meister der Zweiten Liga, nahm sein Aufstiegsrecht aber nicht wahr. Mit dem deutschen Team gewann Becker im Juni 2023 die Polizei-Europameisterschaft. Im DVV-Pokal 2022/23 und 2023/24 traf er mit Mondorf jeweils auf den Erstligisten SWD Powervolleys Düren. Zur Saison 2024/25 wurde Becker von den Dürenern verpflichtet. Im DVV-Pokal 2024/25 unterlagen die Dürener mit 2:3 im Finale gegen die Berlin Recycling Volleys. Anschließend mussten sie sich in den Bundesliga-Playoffs wie im Vorjahr im Viertelfinale gegen den VfB Friedrichshafen geschlagen geben. Anschließend kehrte Becker zurück nach Mondorf.